# 塔伦·科纳
塔伦·科纳（Tarun Kona，1989年11月17日—），印度男子羽毛球運動員，專長雙打項目。

## 簡歷
2009年11月，塔伦·科纳夥拍Shruti Kurien-Kanetkar出戰印度羽毛球大獎賽混雙比賽，在決賽以1比2（14–21, 21–17, 19–21）負於印度隊的隊友，僅得亞軍。
2013年8月，塔伦·科纳參加中國廣州舉行的世界羽毛球錦標賽，分別與阿什维尼·蓬纳帕和阿伦·维什奴出戰混合雙打及男子雙打項目。在混雙方面，科纳與蓬纳帕首圈就以1比2（18-21、21-12、19-21）負於日本的橋本博且/前田美順出局；而男雙方面，他與维什奴在首圈則因對手棄權晉級，但在第二圈就以1比2（15-21、21-13、17-21）不敵15號種子、印尼的马尔基斯·基多/阿尔文特·尤利安托·钱德拉出局。
2015年8月，塔伦·科纳參加印尼雅加達舉行的世界羽毛球錦標賽，與斯基·雷迪合作出戰混合雙打項目，首圈就以0比2（13-21、17-21）不敵中華台北的廖敏竣/陳曉歡出局。

## 主要比賽成績
只列出曾進入準決賽的國際賽事成績：
| 年份   | 賽事                    | 公開賽級別 | 項目     | 拍檔                            | 成績   |
| ------ | ----------------------- | ---------- | -------- | ------------------------------- | ------ |
| 2009年 | 澳洲羽毛球大獎賽        | 大獎賽     | 男子雙打 | 阿伦·维什奴                     | 準決賽 |
| 2009年 | 挪威羽毛球國際賽        | 國際挑戰賽 | 混合雙打 | Shruti Kurian                   | 準決賽 |
| 2009年 | 印度羽毛球大獎賽        | 大獎賽     | 男子雙打 | 阿伦·维什奴                     | 準決賽 |
| 2009年 | 印度羽毛球大獎賽        | 大獎賽     | 混合雙打 | Shruti Kurian                   | 亞軍   |
| 2010年 | 哈爾科夫羽毛球國際賽    | 國際挑戰賽 | 男子雙打 | 普拉纳·杰里·乔普拉              | 準決賽 |
| 2010年 | 印度羽毛球大獎賽        | 大獎賽     | 混合雙打 | 阿什维尼·蓬纳帕                 | 準決賽 |
| 2010年 | 印度羽毛球國際挑戰賽    | 國際挑戰賽 | 男子雙打 | 普拉納·傑里·喬普拉              | 準決賽 |
| 2012年 | 越南羽毛球國際挑戰賽    | 國際挑戰賽 | 男子雙打 | 阿伦·维什奴                     | 準決賽 |
| 2012年 | 伊朗羽毛球國際挑戰賽    | 國際挑戰賽 | 男子雙打 | 阿伦·维什奴                     | 亞軍   |
| 2013年 | 印度羽毛球國際挑戰賽    | 國際挑戰賽 | 混合雙打 | 阿什维尼·蓬纳帕                 | 亞軍   |
| 2014年 | 印度羽毛球國際挑戰賽    | 國際挑戰賽 | 男子雙打 | Santosh Ravuri                  | 準決賽 |
| 2015年 | 烏干達羽毛球國際賽      | 國際系列賽 | 混合雙打 | 斯基·雷迪                       | 冠軍   |
| 2015年 | 羅馬尼亞羽毛球國際賽    | 國際系列賽 | 混合雙打 | 斯基·雷迪                       | 冠軍   |
| 2015年 | 拉各斯羽毛球國際挑戰賽  | 國際挑戰賽 | 男子雙打 | Dilshad K.                      | 準決賽 |
| 2015年 | 拉各斯羽毛球國際挑戰賽  | 國際挑戰賽 | 混合雙打 | 斯基·雷迪                       | 亞軍   |
| 2015年 | 哈爾科夫羽毛球國際賽    | 國際挑戰賽 | 混合雙打 | 斯基·雷迪                       | 準決賽 |
| 2015年 | 保加利亞羽毛球國際賽    | 國際挑戰賽 | 混合雙打 | 斯基·雷迪                       | 準決賽 |
| 2016年 | 秘魯羽毛球國際系列賽    | 國際系列賽 | 男子雙打 | 阿尔文·弗朗西斯                 | 冠軍   |
| 2016年 | 巴西羽毛球國際賽        | 國際系列賽 | 男子雙打 | 阿尔文·弗朗西斯                 | 亞軍   |
| 2016年 | 牙買加羽毛球國際賽      | 國際系列賽 | 男子雙打 | 阿尔文·弗朗西斯                 | 亞軍   |
| 2016年 | 挪威羽毛球國際賽        | 國際系列賽 | 男子雙打 | 艾谢·迪瓦卡                     | 亞軍   |
| 2016年 | 博茨瓦納羽毛球國際賽    | 國際系列賽 | 男子雙打 | 阿尔文·弗朗西斯                 | 冠軍   |
| 2017年 | 伊朗羽毛球國際挑戰賽    | 國際挑戰賽 | 男子雙打 | 阿尔文·弗朗西斯                 | 準決賽 |
| 2017年 | 烏干達羽毛球國際賽      | 國際系列賽 | 男子雙打 | 阿尔文·弗朗西斯                 | 冠軍   |
| 2017年 | 秘魯羽毛球國際挑戰賽    | 國際挑戰賽 | 男子雙打 | 阿尔文·弗朗西斯                 | 冠軍   |
| 2017年 | 哈爾科夫羽毛球國際賽    | 國際挑戰賽 | 男子雙打 | 阿尔文·弗朗西斯                 | 亞軍   |
| 2017年 | 南非羽毛球國際賽        | 國際系列賽 | 男子雙打 | 沙拉巴·夏爾馬                   | 冠軍   |
| 2018年 | 伊朗羽毛球國際挑戰賽    | 國際挑戰賽 | 男子雙打 | 沙拉巴·夏爾馬                   | 亞軍   |
| 2018年 | 牙買加羽毛球國際賽      | 國際系列賽 | 男子雙打 | 沙拉巴·夏爾馬                   | 冠軍   |
| 2018年 | 巴西羽毛球國際賽        | 國際挑戰賽 | 男子雙打 | 沙拉巴·夏爾馬                   | 亞軍   |
| 2018年 | 白夜羽毛球賽            | 國際挑戰賽 | 男子雙打 | 沙拉巴·夏爾馬                   | 準決賽 |
| 2018年 | 杜拜羽毛球國際挑戰賽    | 國際挑戰賽 | 男子雙打 | 林钦华                          | 亞軍   |
| 2018年 | 孟加拉羽毛球國際挑戰賽  | 國際挑戰賽 | 男子雙打 | 林钦华                          | 準決賽 |
| 2019年 | 矽谷羽毛球國際系列賽    | 國際系列賽 | 男子雙打 | B·R·桑吉尔斯                    | 準決賽 |
| 2020年 | 烏干達羽毛球國際賽      | 國際系列賽 | 男子雙打 | 斯瓦姆·夏尔马                   | 冠軍   |
| 2020年 | 烏干達羽毛球國際賽      | 國際系列賽 | 混合雙打 | 梅加納·傑坎普迪                 | 冠軍   |
| 2021年 | 印度羽毛球國際挑戰賽    | 國際挑戰賽 | 男子雙打 | 斯瓦姆·夏尔马                   | 準決賽 |
| 2022年 | 薩爾瓦多羽毛球國際賽    | 國際系列賽 | 混合雙打 | 斯里·克里希纳·普里亚·库达拉瓦利 | 亞軍   |
| 2024年 | 巴林羽毛球國際系列賽 II | 國際系列賽 | 混合雙打 | 斯里·克里希纳·普里亚·库达拉瓦利 | 亞軍   |

| 2007-2017年 | 首要超級賽 | 超級賽 | 黃金大獎賽 | 大獎賽 | 國際挑戰賽 | 國際系列賽 | 未來系列賽 | 其他 |

| 2018-2026年 | 總決賽 | 超級1000賽 | 超級750賽 | 超級500賽 | 超級300賽 | 超級100賽 | 國際挑戰賽 | 國際系列賽 | 未來系列賽 | 其他 |

### 奧運會和世錦賽參賽紀錄
|          | 搭檔               | 2009 | 2010 | 2011 | 2012 | 2013 | 2014 | 2015 | 2016 | 2017 | 2018 |
| -------- | ------------------ | ---- | ---- | ---- | ---- | ---- | ---- | ---- | ---- | ---- | ---- |
| 男子雙打 | 阿伦·维什奴        | 48強 | －   | －   | －   | 32強 | －   | －   | －   | －   | －   |
| 男子雙打 | 普拉纳·杰里·乔普拉 | －   | －   | 48強 | －   | －   | －   | －   | －   | －   | －   |
| 男子雙打 | 沙拉巴·夏爾馬      | －   | －   | －   | －   | －   | －   | －   | －   | －   | 48強 |
|          |                    |      |      |      |      |      |      |      |      |      |      |
| 混合雙打 | 阿什维尼·蓬纳帕    | －   | －   | －   | －   | 48強 | 48強 | －   | －   | －   | －   |
| 混合雙打 | 斯基·雷迪          | －   | －   | －   | －   | －   | －   | 48強 | －   | －   | －   |